# Milano-Sanremo
La Milano-Sanremo è una corsa in linea maschile di ciclismo su strada professionistico, una delle più importanti corse ciclistiche del relativo circuito internazionale e prima grande classica nel calendario ciclistico stagionale. Dal 1989 al 2004 la corsa ha fatto parte del circuito di Coppa del mondo, dal 2005 al 2007 è stata inclusa fra le prove dell'UCI ProTour, mentre dal 2011 è inserita nel programma dell'UCI World Tour.
Conosciuta con il nome di Classica di Primavera o la Classicissima, è la più importante e famosa corsa di un giorno che si corre in Italia e, con una lunghezza che sfiora in media i 300 km, è anche la più lunga. Il percorso ed il chilometraggio, salvo poche eccezioni descritte più avanti, sono rimasti pressoché invariati sin dalla prima edizione, particolare che rappresenta una rarità nel panorama delle grandi classiche internazionali. Nel 1937 fu stabilita la data fissa della gara il 19 marzo, giorno della festa di San Giuseppe. Dopo l'abrogazione di tale festività la corsa si è svolta durante il sabato più vicino al 19 marzo, con eccezione delle edizioni dal 2012 al 2015 durante le quali la corsa si è svolta nella domenica più vicina a tale data. 
Assieme alla Parigi-Roubaix, al Giro di Lombardia, al Giro delle Fiandre e alla Liegi-Bastogne-Liegi, la Milano-Sanremo fa parte delle cosiddette classiche monumento, le cinque corse in linea più prestigiose e importanti del ciclismo su strada.

## Storia

L'arrivo dell'edizione 1938

L'idea di svolgere lungo il percorso Milano-Sanremo una competizione automobilistica venne ai membri della Gazzetta dello sport. La competizione si svolse il 2 aprile 1906, su due tappe (Milano-Acqui e Acqui-Sanremo), con i premi «Marcia Milano-Sanremo» e «Gara per il Record del chilometro».
La gara fu un parziale insuccesso. Fu così che l'anno seguente il giornalista Tullo Morgagni, che aveva già lanciato il Giro di Lombardia e che nel 1909 avrebbe ideato anche il Giro d'Italia, ebbe l'idea di utilizzare il percorso per una corsa ciclistica. Sottopose il progetto al vaglio del direttore de La Gazzetta dello Sport, Eugenio Costamagna. Pur con qualche perplessità, Costamagna affidò la realizzazione del progetto a uno dei più grandi organizzatori di competizioni ciclistiche, Armando Cougnet. Il 14 aprile 1907 si svolse la prima edizione della Milano-Sanremo ciclistica. Al ritrovo, nell'osteria della Conca Fallata di Milano, lungo il Naviglio Pavese, si presentarono trentatré dei sessantadue corridori iscritti. Era una giornata di pioggia e freddo, e a vincere fu il francese Lucien Petit-Breton, sotto contratto con la Bianchi, che completò i 281 chilometri del percorso a 26,206 chilometri all'ora di media.

Gino Bartali alla vigilia dell'edizione 1950

Nel 1910 la Classicissima entrò definitivamente nella leggenda delle due ruote, in una giornata d'inferno, con i corridori che cercavano rifugio nelle case lungo il percorso a causa delle condizioni atmosferiche estreme. Dei circa sessanta iscritti solo sette riuscirono ad arrivare al traguardo, e a vincere fu il francese Eugène Christophe che, convinto di aver sbagliato strada, fu rincuorato dalla vista delle prime case della città ligure. Dopo i primi anni arrivò l'epoca di Costante Girardengo, che legò il suo nome a questa classica in maniera indelebile, vincendola per ben sei volte in undici anni e classificandosi per undici volte tra i primi tre. Si passò quindi all'era di Guerra e Binda, da ricordare per le sconfitte a cui andarono incontro a causa della loro grande rivalità. Una rivalità simile si ripropose poi negli anni mitici di Bartali e Coppi.
Seguì un periodo difficile, non per la gara, ma per gli italiani che, dopo la vittoria di Loretto Petrucci del 1953, per ben sedici anni non seppero più imporsi, fino alla vittoria di Michele Dancelli nel 1970. Nel 1960 venne inserita la famosa salita del Poggio, voluta fortemente da Torriani, stanco di vedere sul traguardo sanremese i velocisti fiamminghi alzare le braccia al cielo; tuttavia non si ebbero gli effetti desiderati e le vittorie straniere continuarono.

Il campione del mondo Giuseppe Saronni vince l'edizione 1983

Nel 1965 fu inserita nel percorso anche la salita di Ponte di Merlo (i primi 6 km del Colle del Melogno, con inizio a Finale Ligure e rientro sulla Via Aurelia a Pietra Ligure), spostando la partenza reale alla Certosa di Pavia, ma nonostante l'esito sfavorevole ai velocisti (vinse l'olandese Arie den Hartog al termine di una fuga a tre con Vittorio Adorni e Franco Balmamion) l'esperimento non fu ripetuto.
Nel 1966 si aprì l'era Merckx, il quale con sette affermazioni superò lo storico record dell'Omino di Novi (si tratta anche del record assoluto di vittorie di un ciclista in una classica monumento). Dal Cannibale in poi la gara non ebbe più un vero padrone fino al 1997, quando il forte e potente velocista tedesco Zabel seppe inanellare una lunga striscia positiva di quattro vittorie e due secondi posti.

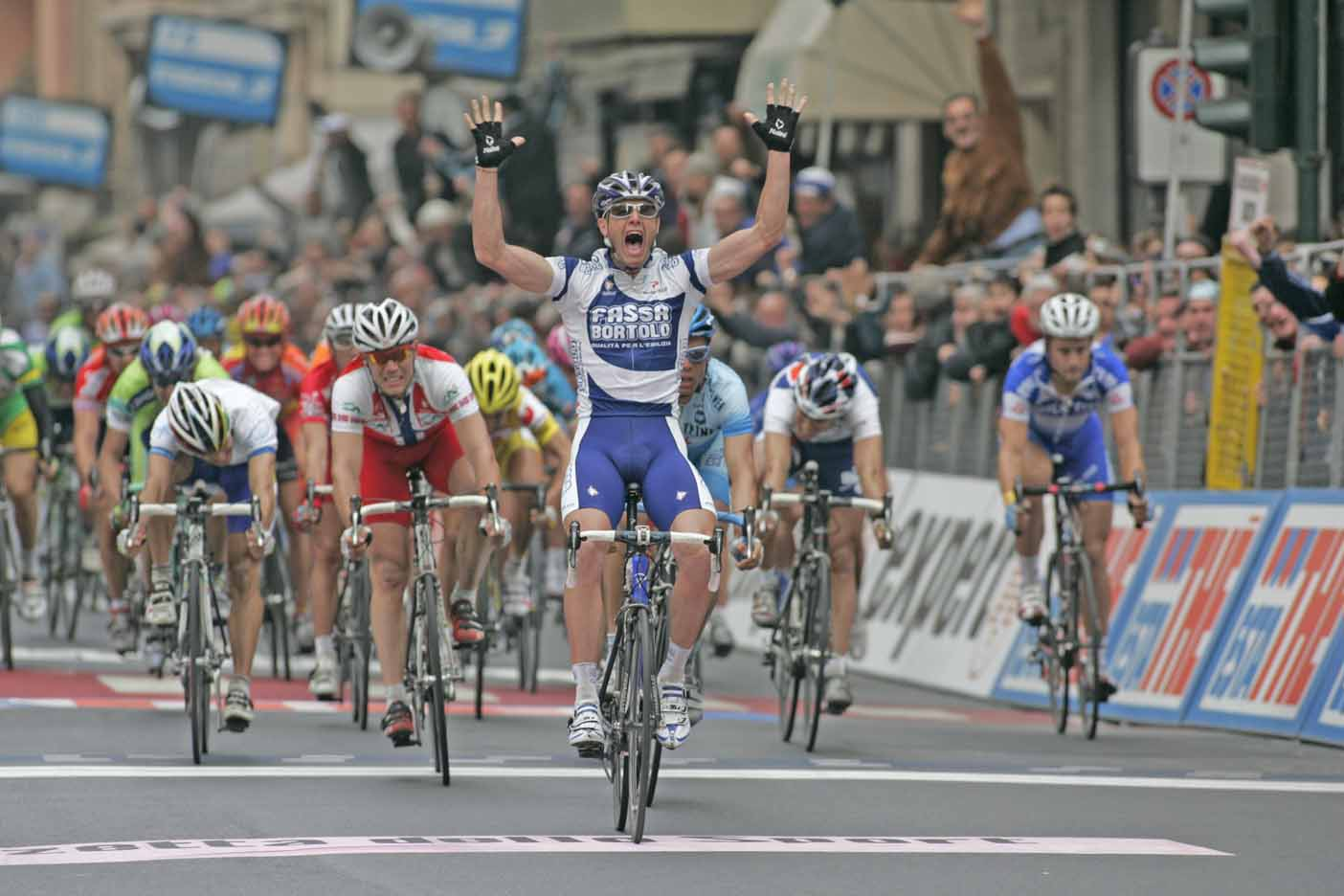
Alessandro Petacchi vince l'edizione 2005

Fra le vittorie più belle degli ultimi tre decenni vanno ricordate quella di Sean Kelly nel 1992, quando l'irlandese raggiunse Moreno Argentin lungo la discesa del Poggio per poi batterlo in uno sprint a due, e quella di Andrei Tchmil nel 1999, che con un allungo all'ultimo chilometro riuscì a giungere sul traguardo con pochissimi secondi d'anticipo sul gruppo, regolato da Zabel. L'edizione numero 100 ha visto il trionfo di Mark Cavendish (alla sua prima partecipazione), che ha superato al fotofinish il tedesco Heinrich Haussler, scattato in anticipo sul gruppo a 250 m dal traguardo.
Nel 2008, insieme alle altre maggiori classiche e alle tre principali corse a tappe (Giro d'Italia, Tour de France e Vuelta a España), la Milano-Sanremo è uscita dal circuito ProTour. Attualmente è inclusa nel calendario mondiale UCI. Sono inoltre stati introdotti alcuni cambiamenti, per il momento provvisori, al percorso tradizionale.
L'edizione del 2013, la prima disputata di domenica nel dopoguerra, è stata interrotta a Ovada per un'intensa nevicata. I corridori sono stati trasportati in pullman fino ad Arenzano, e sono stati fatti ripartire da Cogoleto con i distacchi registrati a Ovada.

## Il percorso

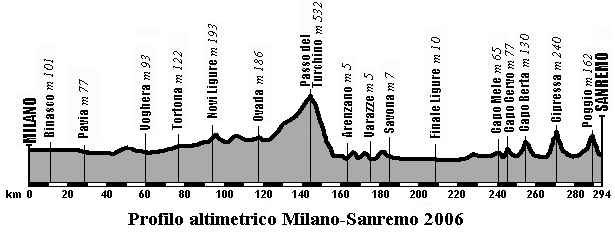
Altimetria dell’edizione 2006.

Nei primi anni, il tratto di maggior difficoltà della corsa era il Passo del Turchino, dove spesso avevano luogo le azioni decisive; tuttavia, con il passare degli anni e l'avvento del ciclismo professionistico, l'ascesa del Turchino si rivelò non eccessivamente impegnativa e troppo lontana dal traguardo per essere risolutiva. Molto spettacolare e tipico è il tratto del percorso che si snoda lungo l'Aurelia, quando i ciclisti attraversano la Riviera ligure di ponente superando i famosi tre capi che precedono Imperia (Capo Mele, Capo Cervo e Capo Berta). Le ascese della Cipressa (inserita nel 1982) e del Poggio (inserita nel 1960) sono le principali difficoltà che i corridori affrontano negli ultimi chilometri; il fatto che si trovino in prossimità del traguardo ha spesso fatto sì che la selezione su questi colli risultasse decisiva; il record di scalata del Poggio è attualmente detenuto dall’olandese Mathieu van der Poel, che nell'edizione 2023 completò la salita in 5'39", superando il record di Giorgio Furlan di 5'48", che resisteva dal 1994. L'arrivo della corsa, peraltro in leggera salita, è posto tradizionalmente in via Roma, nel centro di Sanremo. Negli ultimi anni raramente c'è stata una grande selezione nelle ultime fasi di corsa e si è spesso assistito a uno sprint finale con il gruppo compatto.
Nel 2008 è stata introdotta una modifica al percorso classico (mantenuta poi anche nelle edizioni successive): a causa di una frana sulla Via Aurelia all'altezza di Capo Noli, fra Noli e Varigotti, è stata inserita una nuova salita, di 4 km circa con pendenze del 5-9%, che da Noli sale attraversando la frazione Voze fino all'altopiano delle Mànie, con successiva discesa verso il mare all'altezza dell'abitato di Finale Ligure. Nel 2014 la salita delle Mànie è stata rimossa e si è tornati al percorso più classico, con Cipressa e Poggio come uniche vere difficoltà nel finale, trampolini per chi vuole evitare un arrivo in volata. Nell'edizione precedente a causa di una forte nevicata sul Passo del Turchino la corsa fu interrotta all'altezza di Ovada, punto d'inizio della salita, e il tratto tra il comune alessandrino e Arenzano venne percorso in pullman ; la lunghezza del percorso passò quindi da 298 km a 255, che venne ripreso nel comune genovese coi distacchi registrati ad Ovada.
Nell'edizione del 2020, rinviata all'8 agosto per la pandemia di COVID-19, è stato proposto un percorso in gran parte differente. Per non transitare nei comuni del savonese, a causa della difficile gestione della viabilità locale nel periodo dell'affollamento turistico estivo, è stato previsto il transito attraverso la Lomellina, il Monferrato, le Langhe, con la prima vera salita verso i 785 m di Niella Belbo, all'inedita salita del Colle di Nava, che coi i suoi 936 mslm è il punto più alto mai toccato nella storia della corsa, e la discesa molto tecnica fino a Pieve di Teco, dove risale fino al lungo tunnel che immette nella valle Impero, da dove ridiscende fluida fino ad Imperia: qui la corsa riprende il tracciato abituale per affrontare prima la Cipressa e poi il Poggio, con l'arrivo a Sanremo in via Roma dopo 305 km di corsa. Aggiungendo gli 11 km che i corridori percorrono in trasferimento prima della partenza, dal Castello Sforzesco, lungo i navigli, fino ad Abbiategrasso, punto del Via ufficiale, s'arriva addirittura a 316 km, distanza record assoluta per tutto il ciclismo moderno.
Il percorso dell'edizione del 2021 vede il ritorno del transito nei comuni del savonese e sui tre capi ma non il Colle del Turchino, a causa di una frana lungo la salita, rimpiazzato dal non troppo distante Colle del Giovo, con immissione sulla via Aurelia non più a Genova Voltri, bensì ad Albisola, già in provincia di Savona.
Il percorso dell'edizione del 2022 presenta due importanti novità: il passo del Turchino, nuovamente incluso nel percorso dopo due anni di assenza, e la partenza dallo storico velodromo Vigorelli., mentre l'edizione del 2023 non partì da Milano bensì da Abbiategrasso, alle porte del capoluogo lombardo, punto d'avvio inedito per la corsa. L'edizione 2024 è partita da Pavia, per attraversare l'Oltrepò Pavese e immettersi nel percorso tradizionale a Casteggio.

## Albo d'oro
Aggiornato all'edizione 2025.
| Anno    | Vincitore            | Secondo             | Terzo                |
| ------- | -------------------- | ------------------- | -------------------- |
| 1907    | Lucien Petit-Breton  | Gustave Garrigou    | Giovanni Gerbi       |
| 1908    | Cyrille Van Hauwaert | Luigi Ganna         | André Pottier        |
| 1909    | Luigi Ganna          | Émile Georget       | Giovanni Cuniolo     |
| 1910    | Eugène Christophe    | Giovanni Cocchi     | Giovanni Marchese    |
| 1911    | Gustave Garrigou     | Louis Trousselier   | Luigi Ganna          |
| 1912    | Henri Pélissier      | Gustave Garrigou    | Jules Masselis       |
| 1913    | Odile Defraye        | Louis Mottiat       | Ezio Corlaita        |
| 1914    | Ugo Agostoni         | Carlo Galetti       | Charles Crupelandt   |
| 1915    | Ezio Corlaita        | Luigi Lucotti       | Angelo Gremo         |
| 1916    | non disputata        | non disputata       | non disputata        |
| 1917    | Gaetano Belloni      | Costante Girardengo | Angelo Gremo         |
| 1918    | Costante Girardengo  | Gaetano Belloni     | Ugo Agostoni         |
| 1919    | Angelo Gremo         | Costante Girardengo | Giuseppe Olivieri    |
| 1920    | Gaetano Belloni      | Henri Pélissier     | Costante Girardengo  |
| 1921    | Costante Girardengo  | Giovanni Brunero    | Giuseppe Azzini      |
| 1922    | Giovanni Brunero     | Costante Girardengo | Bartolomeo Aymo      |
| 1923    | Costante Girardengo  | Gaetano Belloni     | Giuseppe Azzini      |
| 1924    | Pietro Linari        | Gaetano Belloni     | Costante Girardengo  |
| 1925    | Costante Girardengo  | Giovanni Brunero    | Pietro Linari        |
| 1926    | Costante Girardengo  | Nello Ciaccheri     | Egidio Picchiottino  |
| 1927    | Pietro Chesi         | Alfredo Binda       | Domenico Piemontesi  |
| 1928    | Costante Girardengo  | Alfredo Binda       | Giovanni Brunero     |
| 1929    | Alfredo Binda        | Leonida Frascarelli | Pio Caimmi           |
| 1930    | Michele Mara         | Pio Caimmi          | Domenico Piemontesi  |
| 1931    | Alfredo Binda        | Learco Guerra       | Domenico Piemontesi  |
| 1932    | Alfredo Bovet        | Alfredo Binda       | Michele Mara         |
| 1933    | Learco Guerra        | Alfredo Bovet       | Pietro Rimoldi       |
| 1934    | Jef Demuysere        | Giovanni Cazzulani  | Francesco Camusso    |
| 1935    | Giuseppe Olmo        | Learco Guerra       | Mario Cipriani       |
| 1936    | Angelo Varetto       | Carlo Romanatti     | Olimpio Bizzi        |
| 1937    | Cesare Del Cancia    | Pierino Favalli     | Marco Cimatti        |
| 1938    | Giuseppe Olmo        | Pierino Favalli     | Alfredo Bovet        |
| 1939    | Gino Bartali         | Aldo Bini           | Osvaldo Bailo        |
| 1940    | Gino Bartali         | Pietro Rimoldi      | Aldo Bini            |
| 1941    | Pierino Favalli      | Mario Ricci         | Pietro Chiappini     |
| 1942    | Adolfo Leoni         | Antonio Bevilacqua  | Pierino Favalli      |
| 1943    | Cino Cinelli         | Glauco Servadei     | Quirino Toccacelli   |
| 1944-45 | non disputate        | non disputate       | non disputate        |
| 1946    | Fausto Coppi         | Lucien Teisseire    | Mario Ricci          |
| 1947    | Gino Bartali         | Ezio Cecchi         | Sergio Maggini       |
| 1948    | Fausto Coppi         | Vittorio Rossello   | Fermo Camellini      |
| 1949    | Fausto Coppi         | Vito Ortelli        | Fiorenzo Magni       |
| 1950    | Gino Bartali         | Nedo Logli          | Oreste Conte         |
| 1951    | Louison Bobet        | Pierre Barbotin     | Loretto Petrucci     |
| 1952    | Loretto Petrucci     | Giuseppe Minardi    | Serge Blusson        |
| 1953    | Loretto Petrucci     | Giuseppe Minardi    | Valère Ollivier      |
| 1954    | Rik Van Steenbergen  | Francis Anastasi    | Giuseppe Favero      |
| 1955    | Germain Derycke      | Bernard Gauthier    | Jean Bobet           |
| 1956    | Fred De Bruyne       | Fiorenzo Magni      | Joseph Planckaert    |
| 1957    | Miguel Poblet        | Fred De Bruyne      | Brian Robinson       |
| 1958    | Rik Van Looy         | Miguel Poblet       | André Darrigade      |
| 1959    | Miguel Poblet        | Rik Van Steenbergen | Léon Van Daele       |
| 1960    | René Privat          | Jean Graczyk        | Yvo Molenaers        |
| 1961    | Raymond Poulidor     | Rik Van Looy        | Rino Benedetti       |
| 1962    | Emile Daems          | Yvo Molenaers       | Louis Proost         |
| 1963    | Joseph Groussard     | Rolf Wolfshohl      | Willy Schroeders     |
| 1964    | Tom Simpson          | Raymond Poulidor    | Willy Bocklant       |
| 1965    | Arie den Hartog      | Vittorio Adorni     | Franco Balmamion     |
| 1966    | Eddy Merckx          | Adriano Durante     | Herman Van Springel  |
| 1967    | Eddy Merckx          | Gianni Motta        | Franco Bitossi       |
| 1968    | Rudi Altig           | Charly Grosskost    | Adriano Durante      |
| 1969    | Eddy Merckx          | Roger De Vlaeminck  | Marino Basso         |
| 1970    | Michele Dancelli     | Gerben Karstens     | Eric Leman           |
| 1971    | Eddy Merckx          | Felice Gimondi      | Gösta Pettersson     |
| 1972    | Eddy Merckx          | Gianni Motta        | Marino Basso         |
| 1973    | Roger De Vlaeminck   | Wilmo Francioni     | Felice Gimondi       |
| 1974    | Felice Gimondi       | Eric Leman          | Roger De Vlaeminck   |
| 1975    | Eddy Merckx          | Francesco Moser     | Guy Sibille          |
| 1976    | Eddy Merckx          | Wladimiro Panizza   | Michel Laurent       |
| 1977    | Jan Raas             | Roger De Vlaeminck  | Wilfried Wesemael    |
| 1978    | Roger De Vlaeminck   | Giuseppe Saronni    | Alessio Antonini     |
| 1979    | Roger De Vlaeminck   | Giuseppe Saronni    | Knut Knudsen         |
| 1980    | Pierino Gavazzi      | Giuseppe Saronni    | Jan Raas             |
| 1981    | Alfons De Wolf       | Roger De Vlaeminck  | Jacques Bossis       |
| 1982    | Marc Gomez           | Alain Bondue        | Moreno Argentin      |
| 1983    | Giuseppe Saronni     | Guido Bontempi      | Jan Raas             |
| 1984    | Francesco Moser      | Sean Kelly          | Eric Vanderaerden    |
| 1985    | Hennie Kuiper        | Teun van Vliet      | Silvano Riccò        |
| 1986    | Sean Kelly           | Greg LeMond         | Mario Beccia         |
| 1987    | Erich Mächler        | Eric Vanderaerden   | Guido Bontempi       |
| 1988    | Laurent Fignon       | Maurizio Fondriest  | Steven Rooks         |
| 1989    | Laurent Fignon       | Frans Maassen       | Adriano Baffi        |
| 1990    | Gianni Bugno         | Rolf Gölz           | Gilles Delion        |
| 1991    | Claudio Chiappucci   | Rolf Sørensen       | Eric Vanderaerden    |
| 1992    | Sean Kelly           | Moreno Argentin     | Johan Museeuw        |
| 1993    | Maurizio Fondriest   | Luca Gelfi          | Maximilian Sciandri  |
| 1994    | Giorgio Furlan       | Mario Cipollini     | Adriano Baffi        |
| 1995    | Laurent Jalabert     | Maurizio Fondriest  | Stefano Zanini       |
| 1996    | Gabriele Colombo     | Oleksandr Hončenkov | Michele Coppolillo   |
| 1997    | Erik Zabel           | Alberto Elli        | Biagio Conte         |
| 1998    | Erik Zabel           | Emmanuel Magnien    | Frédéric Moncassin   |
| 1999    | Andrei Tchmil        | Erik Zabel          | Zbigniew Spruch      |
| 2000    | Erik Zabel           | Fabio Baldato       | Óscar Freire         |
| 2001    | Erik Zabel           | Mario Cipollini     | Romāns Vainšteins    |
| 2002    | Mario Cipollini      | Fred Rodriguez      | Markus Zberg         |
| 2003    | Paolo Bettini        | Mirko Celestino     | Luca Paolini         |
| 2004    | Óscar Freire         | Erik Zabel          | Stuart O'Grady       |
| 2005    | Alessandro Petacchi  | Danilo Hondo        | Thor Hushovd         |
| 2006    | Filippo Pozzato      | Alessandro Petacchi | Luca Paolini         |
| 2007    | Óscar Freire         | Allan Davis         | Tom Boonen           |
| 2008    | Fabian Cancellara    | Filippo Pozzato     | Philippe Gilbert     |
| 2009    | Mark Cavendish       | Heinrich Haussler   | Thor Hushovd         |
| 2010    | Óscar Freire         | Tom Boonen          | Alessandro Petacchi  |
| 2011    | Matthew Goss         | Fabian Cancellara   | Philippe Gilbert     |
| 2012    | Simon Gerrans        | Fabian Cancellara   | Vincenzo Nibali      |
| 2013    | Gerald Ciolek        | Peter Sagan         | Fabian Cancellara    |
| 2014    | Alexander Kristoff   | Fabian Cancellara   | Ben Swift            |
| 2015    | John Degenkolb       | Alexander Kristoff  | Michael Matthews     |
| 2016    | Arnaud Démare        | Ben Swift           | Jürgen Roelandts     |
| 2017    | Michal Kwiatkowski   | Peter Sagan         | Julian Alaphilippe   |
| 2018    | Vincenzo Nibali      | Caleb Ewan          | Arnaud Démare        |
| 2019    | Julian Alaphilippe   | Oliver Naesen       | Michał Kwiatkowski   |
| 2020    | Wout Van Aert        | Julian Alaphilippe  | Michael Matthews     |
| 2021    | Jasper Stuyven       | Caleb Ewan          | Wout Van Aert        |
| 2022    | Matej Mohorič        | Anthony Turgis      | Mathieu van der Poel |
| 2023    | Mathieu van der Poel | Filippo Ganna       | Wout Van Aert        |
| 2024    | Jasper Philipsen     | Michael Matthews    | Tadej Pogačar        |
| 2025    | Mathieu van der Poel | Filippo Ganna       | Tadej Pogačar        |

## Statistiche

### Vittorie per nazione
Aggiornato al 2025
| Pos | Paese         | Vittorie |
| --- | ------------- | -------- |
| 1   | Italia        | 51       |
| 2   | Belgio        | 23       |
| 3   | Francia       | 14       |
| 4   | Germania      | 7        |
| 5   | Spagna        | 5        |
| 5   | Paesi Bassi   | 5        |
| 7   | Australia     | 2        |
| 7   | Irlanda       | 2        |
| 7   | Gran Bretagna | 2        |
| 7   | Svizzera      | 2        |
| 11  | Norvegia      | 1        |
| 11  | Polonia       | 1        |
| 11  | Slovenia      | 1        |

### Plurivincitori
7 vittorie:
- Eddy Merckx nel 1966, 1967, 1969, 1971, 1972, 1975 e 1976.

6 vittorie:
- Costante Girardengo nel 1918, 1921, 1923, 1925, 1926 e 1928.

4 vittorie:
- Gino Bartali nel 1939, 1940, 1947 e 1950;
- Erik Zabel nel 1997, 1998, 2000 e 2001.

3 vittorie:
- Fausto Coppi nel 1946, 1948 e 1949;
- Roger De Vlaeminck nel 1973, 1978 e 1979;
- Óscar Freire nel 2004, 2007 e 2010.

2 vittorie:
- Gaetano Belloni nel 1917 e 1920;
- Alfredo Binda nel 1929 e 1931;
- Giuseppe Olmo nel 1935 e 1938;
- Loretto Petrucci nel 1952 e 1953;
- Miguel Poblet nel 1957 e 1959;
- Laurent Fignon nel 1988 e 1989;
- Sean Kelly nel 1986 e 1992;
- Mathieu van der Poel nel 2023 e 2025.

### Altri record
Tra l'edizione del 1917 e quella del 1926, Costante Girardengo è sempre arrivato sul podio centrando 5 vittorie, 3 secondi posti e 2 terzi posti in 10 edizioni.

## Nella cultura di massa
La Milano-Sanremo è citata nel film Fantozzi contro tutti, del 1980. In particolare, il nuovo direttore, il temuto visconte Cobram, dopo aver correttamente citato il terzo e il secondo classificato dell'edizione del 1931, chiede al rag. Fantozzi chi sia stato il primo. Alla domanda, Fantozzi risponde: «Primo? Carnera!».